# Nazionale maschile di pallacanestro della Romania
La nazionale maschile di pallacanestro della Romania rappresenta la Romania nelle competizioni internazionali maschili di pallacanestro organizzate dalla FIBA. È gestita dalla Federazione cestistica della Romania.

## Storia

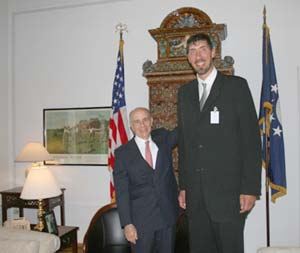
Gheorghe Mureșan, il cestista rumeno più famoso a livello internazionale

Nonostante la Romania sia stato uno dei Paesi fondatori della FIBA in Europa nel 1932, la nazionale non ha mai raccolto medaglie alle competizioni internazionali. Vanta una sola partecipazione ai Giochi olimpici e ben 17 ai Campionati Europei, ma non ha mai partecipato alla fase finale dei Mondiali.

## Piazzamenti
Olimpiadi
- 1952 - 23°

Europei
- 1935 - 10°
- 1947 - 10°
- 1951 - 18°
- 1953 - 13°
- 1955 - 7°
- 1957 - 5°
- 1959 - 8°
- 1961 - 7°
- 1963 - 11°
- 1965 - 13°
- 1967 - 5°
- 1969 - 9°
- 1971 - 8°
- 1973 - 9°
- 1975 - 11°
- 1985 - 10°
- 1987 - 12°
- 2017 - 23°

Campionati balcanici
- 1959 -  3°
- 1960 -  3°
- 1961 -  3°
- 1962 - 4°
- 1963 - 4°
- 1964 -  2°
- 1965 - 4°
- 1966 -  2°
- 1967 - 4°
- 1968 -  2°
- 1969 -  3°
- 1970 -  3°
- 1971 - 5°
- 1972 -  3°
- 1973 -  3°
- 1974 -  3°
- 1975 -  2°
- 1976 - 4°
- 1977 -  2°
- 1978 -  2°
- 1979 - 4°
- 1980 -  2°
- 1981 - 4°
- 1982 - 4°
- 1983 - 5°
- 1984 - 4°
- 1985 - 4°
- 1986 -  3°
- 1988 - 5°
- 1990 -  2°

## Formazioni

### Olimpiadi
Pallacanestro ai Giochi della XV Olimpiade3 Călugăreanu, 5 Costescu, 6 Răducanu, 7 Folbert, 8 Mokos, 9 Nagy, 10 Nedef, 11 C. Niculescu, 12 D. Niculescu, 13 Petroșanu, 15 V. Popescu, 16 Constantinide,        All. Alexandru Popescu

### Europei
Campionato europeo maschile di pallacanestro 1935Grünstein, Grozăvescu, Alexandrescu, E. Dumitrescu, Riegler, Bercus, O. Belitoreanu, Bălteanu, All. C.O. Lecca
Campionato europeo maschile di pallacanestro 19473 Herold, 4 Bădulescu, 5 H. Dlugoš, 6 Ferencz, 7 H. Kevorkian, 8 P. Marossi, 9 A. Popescu, 10 Sădeanu, 11 Teodorescu, 12 Vulescu, 13 V. Popescu, 14 Neagu, 21 C. Babaliescu,        All. C. Virgolici
Campionato europeo maschile di pallacanestro 19533 Nedef, 4 C. Niculescu, 5 Liţă, 6 Folbert, 7 Răducanu, 8 D. Niculescu, 9 Petroșanu, 10 Fodor, 11 Călugăreanu, 12 Erdögh, 13 Nagy, 14 Kadar,        All. Alexandru Popescu
Campionato europeo maschile di pallacanestro 19553 Ganea, 4 Popovici, 5 Nedef, 6 Folbert, 7 Răducanu, 8 D. Niculescu, 9 E. Niculescu, 10 Fodor, 11 Erdögh, 13 Nagy, 14 Kadar, 15 Cojocaru, 16 Spiridon,        All. Vasile Popescu
Campionato europeo maschile di pallacanestro 19573 Costescu, 4 Borbely, 5 Nedef, 6 Folbert, 7 Răducanu, 8 A. Bereţchi, 9 Niculescu, 10 Fodor, 11 Erdögh, 12 Nováček, 13 Nagy, 14 A. Cucoș,        All. Alexandru Popescu
Campionato europeo maschile di pallacanestro 19593 Nedelea, 4 Nováček, 5 Costescu, 6 Folbert, 7 Nedef, 8 Vizi, 9 Niculescu, 10 Fodor, 11 Nosievici, 12 Popescu, 13 Toth, 14 Popa,        All. Constantin Herold
Campionato europeo maschile di pallacanestro 19614 Popovici, 5 Niculescu, 6 Giurgiu, 7 Nedef, 8 Viciu, 9 Albu, 10 Visner, 11 Nosievici, 12 Popescu, 13 Nováček, 14 Demian, 15 Valeriu,        All. Constantin Herold
Campionato europeo maschile di pallacanestro 19634 Demian, 5 Niculescu, 6 Spiridon, 7 Nedef, 8 Kiss, 9 Albu, 10 Giurgiu, 11 Nosievici, 12 C. Popescu, 13 Visner, 14 Câmpeanu, 15 Valeriu,        All. Vasile Popescu
Campionato europeo maschile di pallacanestro 19654 Demian, 5 Novac, 6 Spiridon, 7 Nedef, 8 Ionescu, 9 Albu, 10 Savu, 11 Nosievici, 12 C. Popescu, 13 Nováček, 14 Iecheli, 15 Popovici,        All. Vasile Popescu
Campionato europeo maschile di pallacanestro 19674 Cernea, 5 Novac, 6 Nosievici, 7 Savu, 8 Iecheli, 9 Albu, 10 Barău, 11 Bîrsan, 12 C. Popescu, 13 Tarău, 14 Diaconescu, 15 Demian,        All. Alexandru Popescu
Campionato europeo maschile di pallacanestro 19694 Popa, 5 Ruhring, 6 Nosievici, 7 Dragomirescu, 8 Iecheli, 9 Albu, 10 Czmor, 11 Diaconescu, 12 Novac, 13 Tarău, 14 Dimancea, 15 Cernea,        All. Alexandru Popescu
Campionato europeo maschile di pallacanestro 19714 Georgescu, 5 Chivulescu, 6 Pârșu, 7 Savu, 8 Niculescu, 9 Albu, 10 Dragomirescu, 11 Diaconescu, 12 Cîmpeanu, 13 Tarău, 14 Oczelak, 15 Popa,        All. Alexandru Popescu
Campionato europeo maschile di pallacanestro 19734 Cîmpeanu, 5 Chivulescu, 6 Pârșu, 7 Mănăilă, 8 Niculescu, 9 Georgescu, 10 Cernat, 11 Diaconescu, 12 Novac, 13 Tarău, 14 Oczelak, 15 Popa,        All. Alexandru Popescu
Campionato europeo maschile di pallacanestro 19754 Georgescu, 5 Mihuta, 6 Zdrenghea, 7 Moisescu, 8 Pârșu, 9 Niculescu, 10 Cernat, 11 Diaconescu, 12 Novac, 13 Tarău, 14 Oczelak, 15 Popa,        All. Mihai Nedef
Campionato europeo maschile di pallacanestro 19854 Ermurache, 5 Szabo, 6 Constantin, 7 Ionescu, 8 Rădulescu, 9 Niculescu, 10 Cernat, 11 Opsitaru, 12 Netolitzchi, 13 Jacob, 14 Marinache, 15 Vinereanu,        All. Gheorghe Novac
Campionato europeo maschile di pallacanestro 19874 Ermurache, 5 Ardeleanu, 7 Ionescu, 8 Brănișteanu, 9 Niculescu, 10 Cernat, 12 Netolitzchi, 13 Popa, 14 David, 15 Vinereanu,        All. Gheorghe Novac
Campionato europeo maschile di pallacanestro 20174 Mandache, 6 Petrișor, 8 Paliciuc, 9 Moldoveanu, 10 Nicolescu, 11 Calotă-Popa, 13 Olah, 14 Nicoară, 15 Cățe, 25 Török, 26 Baciu, 32 Kuti,        All. Marcel Țenter

## Nazionali giovanili
- Selezioni giovanili della nazionale di pallacanestro della Romania